# ×Solidaster lutens
Solidaster lutens là một loài thực vật có hoa trong họ Cúc. Loài này được M.L.Green miêu tả khoa học đầu tiên.